# La soluzione (album Max De Angelis)
La soluzione è l'album di debutto di Max De Angelis, pubblicato nel 2005 contemporaneamente alla partecipazione al Festival di Sanremo 2005 dell'autore.

## Tracce
1. La soluzione
2. Sono qui per questo
3. Silvia stella
4. L'evaso
5. Nuda
6. L'apnea
7. Sentirsi nuovo
8. L'equivalenza
9. I sentimenti
10. Grandine
11. Polvere (Ghost track)